# Ozonlaget
Ozonlaget er en betegnelse for det lag af atmosfæren, der befinder sig 15-25 km over jordens overflade, hvor 90% af gasarten ozon er. Den højeste koncentration finder vi ved ca. 20 km’s højde, her efter falder ozonkoncentrationen med stigende højde, og man kan stadig måle det i 50 km’s højde. 
Højere oppe er der kraftig uv-stråling fra solen til dannelse af ozon, dog ikke meget ilt. Mens der under ozonlaget er rimeligt med ilt, dog ikke meget uv-stråling – da ozonlaget har absorberet meget af det. Dette lag spiller en meget vigtig rolle i jordens miljø, da ozonlaget er en slags solcreme mod farlige uv-stråler.
I dette lag opfanges den skadelige UVD og UVC stråling, samt meget af UVB og lidt af UVA. Dette sker i en proces, hvor strålingen spalter ozon til iltmolekyler og -atomer og samtidig spalter iltmolekyler til atomer, der reagerer og danner ozon.
I mange år har man talt om huller i ozonlaget, forårsaget af øget forurening og udledning af CFC-gasser. Disse huller betyder at større mængder stråling kan trænge ned til jorden, hvilket er skadeligt for livet her. Med vedtagelsen af Montreal-protokollen har man derfor forsøgt at standse brugen af CFC-gasser. 2020 ser ud til at blive det år, hvor hullet i ozonlaget var størst.
Der har været en tendens til at forveksle ozonlagsproblematikken og drivhuseffekten. Dette er forkert, da de to problemer er vidt forskellige, også selvom de måske begge udspringer af øget forurening.
Ozonlaget er en del af jordens atmosfære i ca. 10-50 km højde. Ozonlaget beskytter det biologiske liv ved jordens overflade imod ultravioletstråling (uv) fra solen. 
På en klar solskinsdag, med solen i zenit, er UVB solstrålingseffekten ca. 0,32 W/m², når sollyset har passeret hvad der svarer til et 3 mm tykt lag ozon.